# Hünenkamp

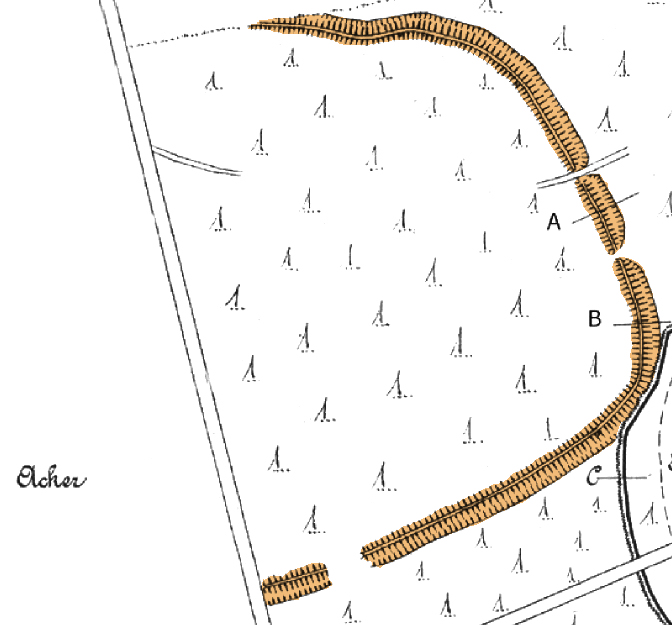
Lageplan der bereits unvollständigen Anlage um 1900 (nachträglich koloriert)

Der Hünenkamp ist eine frühere Ringwallanlage im Wittinger Ortsteil Glüsingen in Niedersachsen.

## Aufbau
Die Wallanlage liegt zwischen Glüsingen und Wunderbüttel südlich des Wittinger Hafens am Elbeseitenkanal. Der ovale Ringwall hatte ursprünglich 400 Meter Durchmesser und eine Innenfläche von fast 12 Hektar. Er bestand aus einem etwa 70 cm hohen Wall und einem bis zu 130 cm tiefen, vorgelagerten Graben. Die Breite des Wall-Graben-Systems betrug sechs Meter. Der Eingang soll sich auf der Ostseite befunden haben.
Von der früheren Wallanlage, die im 18. und 19. Jahrhundert mit Bäumen bestanden war, sind keine Reste mehr sichtbar. Sie liegt heute auf einer Ackerfläche. Wall und Graben sind bei zwei Flurbereinigungen seit den 1960er Jahren eingeebnet worden.

## Historische Beschreibungen
Eine Karte von 1754 zeigt ein Areal mit dem Flurnamen „Hünen Camp“, das südlich des Ringwalls liegt. Auf einer Karte der Kurhannoverschen Landesaufnahme von 1778 ist die Ringwallanlage mit der Bezeichnung Hünenkamp dargestellt. Zu der Zeit war ihr Innenraum mit Laubbäumen bestanden. Von 1874 ist eine erste schriftliche Beschreibung der Anlage überliefert. Zu dem Zeitpunkt war nur der östliche, im Wald gelegene Bereich noch erhalten. Um 1900 erforschte der Prähistoriker Carl Schuchhardt die Anlage und bildete eine Lageskizze im „Atlas vorgeschichtlicher Befestigungen in Niedersachsen“ ab. Seinerzeit war der Ringwall noch auf einer Länge von etwa 650 Meter erhalten.

## Erforschung
In jüngerer Zeit befasste sich die Kreisarchäologie Gifhorn mit der Ringwallanlage. Sie entdeckte bei der Auswertung von Luftbildern in Getreidefeldern positive Bewuchsmerkmale, die vom verfüllten Graben stammen. Eine Prospektion auf dem Gelände mit dem Metallsuchgerät und durch Begehungen verlief ergebnislos. Daraufhin führte die Kreisarchäologie Gifhorn mit der Archäologischen Arbeitsgemeinschaft des Landkreises Gifhorn im Jahr 2018 eine Sondage mit zwei Grabungsschnitten im Osten und Westen der Anlage durch. Sie führte nicht zu Fundstücken. In Bodenproben aus der Grabensohle fanden sich Holzkohlereste, deren Alter mit der Radiokarbonmethode bestimmt wurde. Danach lässt sich die Anlage in das 13. bis 14. Jahrhundert datieren. Der Zweck der Anlage ließ sich nicht ermitteln. Die Archäologen vermuten einen landwirtschaftlichen Hintergrund der Umwallung und sehen einen Zusammenhang zum Kloster Isenhagen, das anfangs seinen Sitz im nahe gelegenen Alt Isenhagen hatte.